# Renate Metzger-Breitenfellner
Renate Metzger-Breitenfellner (* 1956 in Kirchdorf an der Krems, Oberösterreich) ist eine Journalistin und Autorin.
Metzger befasst sich in ihren Arbeiten besonders mit den Folgen des Bosnienkriegs.
Ihre bedeutendste Schrift ist Das Leben kann nicht warten. Junge Frauen aus Srebrenica, das neun Frauenporträts enthält.
Mit Conny Kipfer konzipierte sie den Dokumentarfilm SREBRENICA 360°, der an verschiedenen Filmfestivals gezeigt wurde.

## Werke (Auswahl)
- Texte in: Der Rede wert. Frauenleben im Kanton Luzern. Limmat Verlag, 2002.
- Das Leben kann nicht warten. Junge Frauen aus Srebrenica. rex verlag luzern, 2006. ISBN 978-3-7252-0825-8
- Texte in: Ist mir grosse Ehre von gleicher Sorte zu sein. db-verlag, 2006.
- Mit Conny Kipfer: SREBRENICA 360°. Dokumentarfilm, 2010.
- Mit Conny Kipfer: Rolle des Gedenkens. Kurzfilm, 2012.
- Srebrenica. Und was kommt morgen? rex verlag luzern, 2012. ISBN 978-3-7252-0933-0

(Quelle:)